# Добровольський Леонід Георгійович
Леоні́д Гео́ргійович Доброво́льський (нар. 1907, м. Чорний острів Вінницької області — пом. 12 жовтня 1979. м. Харків) — радянський військовик часів Другої Світової війни.

## Життєпис
Народився в 1907 році в м. Чорний острів Вінницької області. Під час радянсько-німецької війни — начальник відділу контррозвідки 78 Сілезького стрілецького корпусу.
Гвардії майор запасу. Після війни в 1950—1971 до виходу на заслужений відпочинок працював у Харківському політехнічному інституті (доцент кафедри філософії).
Помер 12 жовтня 1979 р., похований у Харкові.

## Нагороди та відзнаки
- орден Червоного прапора
- почесний громадянин с. Шишаки
- почесний громадянин м. Ворошиловська (зараз Алчевськ).
- почесний громадянин м. Хорола (18.09.1968)